# Banksia neoanglica
Banksia neoanglica är en tvåhjärtbladig växtart som först beskrevs av Alexander Segger George, och fick sitt nu gällande namn av Stimpson & J.J.Bruhl. Banksia neoanglica ingår i släktet Banksia och familjen Proteaceae. Inga underarter finns listade i Catalogue of Life.